# Dante i trzy królestwa
Dante i trzy królestwa – obraz włoskiego malarza Domenico di Michelino, znajdujący się obecnie we florenckim kościele Santa Maria del Fiore.
Obraz został namalowany w 200. rocznicę urodzin Dantego. On też jest główną postacią dzieła. Dante ubrany jest w czerwoną szatę z wieńcem z liści laurowych osadzonym na czapce poetów. W lewej ręce trzyma swoje otwarte dzieło pt. Divina Commedia. Z księgi rozchodzą się promienie mające oświetlić miasto. Sama postać stoi poza murami Florencji. Prawą rękę unosi w geście kierującym na sceny rozgrywane po jego lewej stronie. Motywy te zostały zapożyczone przez malarza z opisu kręgu piekła i raju opisanych w Boskiej komedii. Pierwsza scena przedstawia korowód ludzi potępionych, prowadzonych przez diabły do piekielnych otchłani. W głębi przedstawiona została góra czyśćcowa, na szczycie której Michelino umieścił raj Adama i Ewy.
Po prawej stronie artysta przedstawił widok na współczesną mu Florencję. Widać tutaj katedrę z kopułą i latarnią Brunelleschiego, która za czasów Dantego nie była gotowa. Kopuła nie ma jeszcze nadanej jej później zielono-białej elewacji. Główną postacią dzieła jest Dante ubrany w czerwoną szatę z wieńcem z liści laurowych osadzonym na czapce poetów. W lewej ręce trzyma swoje otwarte dzieło pt. Divina Commedia. Poeta stoi lekko przesunięty w prawo, w taki sposób, aby nie zasłaniać namalowanego z tyłu wzgórza Czyśćca, na szczycie której Michelino umieścił raj Adama i Ewy. Wyciągniętą prawą ręką wskazuje na trzy królestwa chrześcijańskiego życia pozagrobowego, które opisał w swoim poetyckim arcydziele, które na obrazie widnieją tuż za nim.  